# جايكوب فيرنيت
جاكويب فيرنيت (29 أغسطس 1698 في جنيف ـ 26 مارس 1789 في جنيف) هو أحد علماء اللاهوت البارزين في جنيف، بجمهورية جنيف، والذي آمن بنهج عقلاني في التعامل مع الدين. عُرِف بأنه «القس الأكثر أهمية ونفوذًا في جنيف في عصره.»

## حياته
ولد فيرنيت في عام 1698. تلقى تعليمه على يد جان ألفونس توريتيني، وعُيّن قسًا في عام 1722. في عام 1722، ذهب إلى باريس ليعمل مدرس أطفال أسرة ثرية، وهو منصب شغله مدة تسع سنوات، وشارك هناك في مناقشات مع الفلاسفة الفرنسيين.
في عام 1728، كُلَّف بالعمل في إيطاليا، حيث التقى بلودوفيكو موراتوري ومونتسكيو والخبير الاقتصادي جون لو، وفي هولندا حيث التقى بالعديد من الزملاء وجان باربيراك، المدافع البارز عن الاعتدال.
عاد فيرنيت إلى جنيف في عام 1730 ليصبح قس أبرشية في جوسي. أصبح معلم ابن تورنتين، الذي أخذه في جولة في عام 1732 زارا فيها سويسرا وألمانيا وهولندا وإنجلترا وفرنسا. في ماربورغ، التقى بالفيلسوف كرستيان فولف، ووصفه لاحقًا بأنه شخص «ألهم الاعتدال في أتباعه». خلال الأشهر الأربعة التي قضاها في إنجلترا، انبهر بالاعتدال في الدين والحرية في الحكومة التي وجدها في ذلك البلد. في جنيف في عام 1734، أصبح فيرنت قسًا في سانت جيرفيه وسانت بيير، وعميد أكاديمية في عام 1737. 
في عام 1739، أصبح أستاذًا في الآداب، وأستاذًا في اللاهوت في عام 1756. في عام 1734، نشر كتاب «علاقات جنيف التجارية»، متحيزًا بشدة لنظام بطارقة الروم الذي حكم المدينة، ومشيدًا بحرصهم على فعل الخير للشعب وإدارتهم الحكيمة للأمور المالية. لم يؤمن بحاجة الشعب إلى السيطرة على الحكومة ليكون حرًا، طالما أن الحكومة في أيد أمينة.

## فولتير وروسو
التقى فيرنيت أول مرة بفولتير في باريس في عام 1733، وشارك في مراسلات ناقشوا فيها نشر أعمال فولتير في جنيف. سرعان ما اختلف الرجلان حول العديد من المواضيع عقب انتقال فولتير إلى جنيف في عام 1754، وعندما أصبح الخلاف علنيًا، تدخل المسؤولون لتخفيف النزاع. زار دالمبير جنيف لجمع مستندات لازمة لكتابة موسوعة مقالة عن المدينة وأقام مع فولتير، بيد أن فيرنيت كان من قدم له الكثير من المستندات عن تاريخ المدينة وحكومتها.
في عام 1754، كتب روسو إلى فيرنيت عن إعادة قبوله في كنيسة جنيف. في عام 1758، أثنى فيرنيت على روسو لاعترافه «بترابط جميع الأمور في دستور الدولة». أيد روسو قساوسة جنيف عندما نشب خلاف حول مقالة دالمبير عن جنيف. أشارت المقالة إلى أن رجال الدين في جنيف بما في ذلك فيرنيت وجايكوب فيرنيس وغيرهم اعتنقوا العقيدة التجديدية السوسنية بدلًا من الكالفينية. غضب قساوسة جنيف، وعينوا لجنة للرد على هذه التهم. تحت وطأة الضغط، تذرع دالمبير في نهاية المطاف بأنه يعتبر أي شخص لا يقبل كنيسة روما تابعًا للسوسنية، وأن هذا كل ما يقصده. توترت العلاقة مع روسو عندما نشر روسو كتاب العقد الاجتماعي وهجومه على الدين في كتاب في التربية: إميل نموذجًا، واللذان صدرا في عام 1762. كان لفيرنيت دور رائد في إدانة هذين العملين في جنيف.